# Hanns-Fred Rathenow
Hanns-Fred Rathenow (* 2. Juli 1943 in Berlin) ist ein deutscher Bildungswissenschaftler mit dem Schwerpunkt Fachdidaktik Sozialkunde/Politische Bildung.

## Schulbildung
Rathenow besuchte Schulen in der DDR (1949–1953) und in Berlin (West) (1953–1962).

## Akademische Karriere
Rathenow hat eine umfangreiche akademische Karriere hinter sich, die ihn durch verschiedene Institutionen und Länder führte. Er war von 1980 bis 2011 Professor für Fachdidaktik Sozialkunde/Politische Bildung am Fachbereich Erziehungs- und Unterrichtswissenschaften an der Technischen Universität Berlin. Zwischen 1982 und 2010 war er Mitglied des Executive Board des International Symposium on Education for Peace, Justice, and Human Rights. Von 2001 bis 2010 war er Geschäftsführender Direktor des Instituts für Gesellschaftswissenschaften und historisch-politische Bildung der TU Berlin.

## Internationale Zusammenarbeit
Rathenow war in verschiedenen Projekten im Bereich International Education tätig, darunter als Koordinator für die Bereiche student and teaching mobility zwischen der Universität York und der TU Berlin sowie als Gastprofessor an verschiedenen Institutionen in Kanada, Großbritannien und Deutschland.

## Akademische Laufbahn
| 2008–2011 | 1. Vorsitzender „Lernen aus der Geschichte e.V.“ |
| 2001–2010 | Geschäftsführender Direktor des Instituts für Gesellschaftswissenschaften und historisch-politische Bildung der TU Berlin |
| 1980–2011 | Professur für Fachdidaktik Sozialkunde/Politische Bildung, Fachbereich Erziehungs- und Unterrichtswissenschaften bzw. Fakultät I Geisteswissenschaften an der Technischen Universität Berlin                                                                                 |
| 1982–2010 | Member Executive Board, International Symposium on Education for Peace, Justice, and Human Rights |
| 2004–2009 | External Examiner University of Plymouth, Faculty of Education; International Masters Program (IMP) |
| 1987–2009 | Koordinator für die Bereiche student and teaching mobility zwischen der Universität York und der TU Berlin; Mitarbeit in Erasmus- und Sokrates-Projekten im Bereich International Education; Kooperationen mit zahlreichen europäischen und nordamerikanischen Universitäten |
| 1996–2001 | Geschäftsführender Direktor bzw. 1998 Stellvertretender Geschäftsführender Direktor des Instituts für Fachdidaktiken am FB Erziehungs- und Unterrichtswissenschaften der TU Berlin                                                                                           |
| SoSe 2000 | Gastprofessor am Department of Curriculum, Teaching and Learning, Ontario Institute for Studies in Education (OISE), University of Toronto, Kanada, International Institute for Global Education                                                                             |
| 1982–1996 | Stellvertretender Geschäftsführender Direktor bzw. 1990 – 1996 Geschäftsführender Direktor des Instituts für Fachdidaktik Geschichte und Sozialwissenschaften am Fachbereich Erziehungs- und Unterrichtswissenschaften der Technischen Universität Berlin                    |
| SoSe 1989 | Fellow am Centre for Global Education, Department for Educational Studies, University of York |
| 1984–1986 | Zweiter Vorsitzender der Konzilskommission „Friedensforschung“ der Technischen Universität Berlin |
| SoSe 1983 | Gastprofessor am Richardson Institute for Conflict and Peace Research, Department of Politics, Universität Lancaster, UK |
| 1968–1980 | Mitglied des Beirats für Weltkunde und Sozialkunde beim Senator für Schulwesen, Berlin |
| 1977      | Professur für Didaktik der mittleren Schulstufe an der Pädagogischen Hochschule Berlin |
| 1971–1976 | Lehrer im Hochschuldienst an der Pädagogischen Hochschule Berlin |
| 1965–1971 | Tätigkeit als Lehrer an einer Berliner Realschule |
| 1965–1970 | Durchführung zahlreicher Kooperationsveranstaltungen zwischen schulischer und außerschulischer Bildung sowie Leitung internationaler Jugendbegegnungen in Großbritannien und Deutschland                                                                                     |
| 1962–1970 | Studium an der Pädagogischen Hochschule in Wuppertal, an der PH und der TU Berlin: Erziehungs- und Sozialwissenschaften; Wahlfächer Geschichte und Politik sowie Theorie und Praxis der Mittleren Schulstufe; beide Staatsexamina für das Lehramt mit zwei Wahlfächern       |
| Quelle:   | |

## Ehrungen
Verdienstorden der Bundesrepublik Deutschland (2007)
Festschrift zum 65. Geburtstag: Elemente einer zeitgemäßen politischen Bildung, herausgegeben von Christian Geißler und Bernd Overwien ISBN 978-3-8258-1928-6

## Andere Verantwortungen
Rathenow war Zweiter Vorsitzender der Konzilskommission „Friedensforschung“ der Technischen Universität Berlin und 1. Vorsitzender Lernen aus der Geschichte e. V.

## Werke
- Handbuch Nationalsozialismus und Holocaust. Historisch-politisches Lernen in Schule, außerschulischer Bildung und Lehrerbildung, hrsg. gemeinsam mit Birgit Wenzel und Norbbert H. Weber, ISBN 978-3-89974776-8
- Globales Lernen: Praxishandbuch für die Sekundarstufe I und II, gemeinsam mit David Selby, 2003, ISBN 978-3-589-21477-8.
- Werbung, 1972, ISBN 978-3-7678-0315-2